# Les Pallargues
Les Pallargues  es una localidad española del municipio de Els Plans de Sió, perteneciente a la provincia de Lérida, en la comunidad autónoma de Cataluña.

## Toponimia
El nombre del lugar puede encontrarse referido con las formas Pallargas y Les Pallargues.

## Historia
Hacia mediados del siglo XIX, el lugar, por entonces cabeza de ayuntamiento, tenía contabilizada una población de 66 habitantes. La localidad aparece descrita en el decimosegundo volumen del Diccionario geográfico-estadístico-histórico de España y sus posesiones de Ultramar de Pascual Madoz de la siguiente manera:

PALLARGAS: l. con ayunt. al que están agregados los pueblos de Monroig, Palagalls, Cisteró, y las cuadras de Golono, Talarn y la de Queralt de Meca en la prov. de Lérida (12 horas), part. jud. de Cervera (3), aud. terr. y c. g. de Barcelona (24), dióc. de Seo de Urgel (10): sit. en un llano cerca del r. Sio, en clima sano, donde rema el viento del N. Consta de 21 casas inclusa la municipal, una balsa donde se recogen las aguas para beber los vec., igl. parr. (San Salvador) de la que son anejas las de Monroig y la cuadra de Talarn, servida por un cura párroco de término que nombra el diocesano; cementerio inmediato á la igl. y una ermita algo separada bajo la advocación de la Magdalena. Confina el térm. por N. con Florejachs; E. San Marti de Maldá; S. Palagalls, y O. con Osso. El terreno es de regular calidad y de secano, no obstante que le baña el riach. Sio. Los caminos dirigen á Agramunt, Cervera, Tárrega y Guisona, en buen estado: recibe la correspondencia del último punto. prod.: trigo, legumbres, vino y aceite; cria ganado lanar y vacuno para la labranza, y mucha caza de perdices, liebres y conejos. pobl.: 10 vec., 66 alm. riqueza imp. 44,752 rs. contr.: el 14'48 por 100 de esta riqueza.
(Madoz, 1849, p. 628)

## Demografía
| Gráfica de evolución demográfica de Pallargas entre 1842 y 1970 |
| |
| Población de derecho según los censos de población del INE Población de hecho según los censos de población del INEEntre el censo de 1857 y el anterior, crece el término del municipio porque incorpora a 255261 (Montroig o Mont Roig), 255282 (Pelagalls y Cistero) Entre el censo de 1981 y el anterior, este municipio desaparece porque se integra en el municipio 25911 (Plans d'El Sió) |

El municipio de Pallargas desapareció en 1974, al fusionarse con el de Arañó para formar el nuevo término municipal de Plans d'El Sió. En 2022, tenía empadronados 99 habitantes.

## Patrimonio
En la localidad hay una iglesia bajo la advocación de San Salvador.